# 物集女慶照
物集女 慶照（もずめ よしてる）は、山城国乙訓郡物集女荘の土豪・武士。通称は孫四郎。

## 概要
天文15年（1546年）に細川国慶や細川氏綱の家臣として活動していることが史料から確認でき、8月15日に氏綱の「御書」を大山崎惣中に届け、上洛は国慶と談合しながら進めていく旨を伝えている。慶照の「慶」の字は国慶の偏諱を受けたものである可能性もあるが、慶照は書状の中で国慶を「玄蕃頭殿」と敬称で呼ぶことから、国慶の内衆ではなく氏綱から副えられた与力であるとも考えられる。
慶照は京都近郊の他の国人（小泉秀清・同秀次・渡辺勝など）たちとともに国慶や氏綱に味方したが、これはただの地縁的な結びつきによるものではなく、国慶内衆・与力として活動していたからである。国慶が京都近郊の国人を与力や内衆として編成したのは、玄蕃頭家が独自の所領を持っていなかったからである。
天文16年（1547年）8月を最後に史料から名前が見えなくなり、後継者である物集女孫九郎国光の名前が見えるようになる。